# Juletta mirandae
Juletta mirandae är en kräftdjursart som beskrevs av Bruce1993. Juletta mirandae ingår i släktet Juletta och familjen klotkräftor. Inga underarter finns listade i Catalogue of Life.